# Raúl Ramírez
Raúl Ramírez Lozano (Ensenada, Baja California, 20 de junio de 1953) es un extenista mexicano que jugó como profesional en los circuitos de torneos del Grand Prix y del Campeonato del Mundo (WCT), ambos predecesores de la Asociación de Tenistas Profesionales (ATP), en las décadas de 1970 y 1980. Algunos periodistas deportivos lo apodaban BC.

## Carrera
Asistió y jugó tenis en la Universidad del Sur de California en Los Ángeles, California, y fue nominado al equipo All American del tenis universitario de los Estados Unidos.
Debutó como profesional en 1973, con algunas victorias en contra de jugadores como Björn Borg, Arthur Ashe y Jimmy Connors, ganando su primer torneo profesional en singles en la ciudad de Teherán, Irán, y su primer torneo de dobles también en 1973 en Salt Lake City, Utah, Estados Unidos.
Es el mejor tenista profesional mexicano de la historia, llegando a estar situado  en la ATP como el 4.º mejor jugador del mundo en singles y 1.º en dobles (7 de noviembre de 1976). 
Estuvo en 40 finales de singles donde ganó 19 títulos  y 21 subcampeonatos, y participo en 101 finales de dobles donde ganó 60  títulos y 41 subcampeonatos,  Es el único mexicano que ha llegado a semifinales en singles en Wimbledon (1976).
Tiene el récord de haber finalizado en primer lugar tanto en singles como en dobles en 1976 en la lista del circuito de tenis Grand Prix Tennis Circuit. La proeza de terminar número uno tanto en singles como en dobles es sobresaliente y no se ha logrado desde entonces.
Junto con su compañero Brian Gottfried  ganaron el Premio ATP al Equipo del Año de Dobles en 1974 y 1975 .  Se mantuvo como número uno en dobles por 61 semanas consecutivas empezando el 12 de abril de 1976.
Logró ganar 60 títulos en dobles, incluyendo Wimbledon (1976), Roland Garros (1975 y 1977) y los Masters de Cincinnati (1978), Canadá (1976, 1977 y 1981), Montecarlo (1979), París (1977) y Roma (1974, 1975, 1976 y 1977). Ganó con Brian Gottfried el campeonato de dobles de la World Championship Tennis (Masters Doubles WCT) en 1975 en Ciudad de México y en 1980 en Londres. Fue el número 1 en dobles (12 de abril de 1976) por 62 semanas.
En la Copa Davis de 1975,  celebrada del 31 de Enero al 2 de febrero de 1975 en Palm Springs, California , México le ganó al favorito, Estados Unidos, dando Raúl los 3 puntos para México, 2 de sencillos sobre Stan Smith y Roscoe Tanner, y en dobles junto con Vicente Zarazúa frente a Bob Lutz y Dick Stockton, siendo el capitán Francisco Contreras.  Y para la Copa Davis de 1976,  celebrada en diciembre de 1975, jugando en Ciudad de México, en el estadio del Deportivo Chapultepec, derrotó al equipo de Copa Davis de los Estados Unidos, encabezado por el número 1.º del mundo en ese momento, Jimmy Connors, y Brian Gottfried a quienes derrotó en singles y en dobles, haciendo pareja con Marcelo Lara frente Dick Stockton y Erik Van Dillen, terminando la serie 3-2 a favor de México,  con eliminación del equipo estadounidense en la ronda americana,  siendo el capitán Ives Lemaitre.
Después de su retiro, fue capitán del equipo mexicano de Copa Davis.

## Vida personal
El 6 de diciembre de 1980 contrajo matrimonio con la ex-Miss Universo venezolana Maritza Sayalero. Ambos viven en Ensenada, Baja California, y tienen tres hijos: Rebeca (nacida en 1982), Raúl (nacido en 1984) y Daniel Francisco (nacido en 1989).

## Torneos de Grand Slam Dobles

### Campeón Dobles (3)
| Año  | Torneo        | Pareja          | Oponentes en la final    | Resultado           |
| 1975 | Roland Garros | Brian Gottfried | John Alexander Phil Dent | 6-4 2-6 6-2 6-4     |
| 1976 | Wimbledon     | Brian Gottfried | Ross Case Geoff Masters  | 3–6 6–3 8–6 2–6 7–5 |
| 1977 | Roland Garros | Brian Gottfried | Wojtek Fibak Jan Kodeš   | 7–6 4–6 6–3 6–4     |

### Finalista Dobles (4)
| Año  | Torneo        | Pareja          | Oponentes en la final        | Resultado       |
| 1976 | Roland Garros | Brian Gottfried | Fred McNair Sherwood Stewart | 7–6 6–3 6–1     |
| 1977 | US Open       | Brian Gottfried | Bob Hewitt Frew McMillan     | 6–4 6–0         |
| 1979 | Wimbledon     | Brian Gottfried | John McEnroe Peter Fleming   | 4–6 6–4 6–2 6–2 |
| 1980 | Roland Garros | Brian Gottfried | Victor Amaya Hank Pfister    | 1–6 6–4 6–4 6–3 |

### Finalista Dobles Mixtos (1)
| Año  | Torneo    | Pareja         | Oponentes en la final         | Resultado |
| 1973 | Wimbledon | Janet Newberry | Billy Jean King Owen Davidson | 6–3 6–2   |

## Resultados en Grand Slams Singles
| Torneo          | 1971 | 1972 | 1973 | 1974 | 1975 | 1976 | 1977 | 1978 | 1979 | 1980 | 1981 | 1982 | 1983 |
| --------------- | ---- | ---- | ---- | ---- | ---- | ---- | ---- | ---- | ---- | ---- | ---- | ---- | ---- |
| Australian Open | A    | A    | A    | A    | A    | A    | A    | A    | A    | A    | A    | A    | A    |
| Roland Garros   | A    | A    | 2R   | CF   | CF   | SF   | SF   | CF   | 1R   | 4R   | 1R   | A    | A    |
| Wimbledon       | A    | A    | 1R   | 2R   | CF   | SF   | 2R   | CF   | 2R   | 1R   | 2R   | A    | 1R   |
| US Open         | 1R   | 3R   | 3R   | 4R   | 4R   | 2R   | 1R   | CF   | 1R   | 1R   | 2R   | 2R   | A    |

## Títulos (19)

### Individuales (19)
| No. | Fecha | Torneo                              | Superficie | Oponente en la final | Resultado           |
| 1.  | 1973  | Kitzbühel, Austria                  | Arcilla    | Manuel Orantes       | ABN                 |
| 2.  | 1973  | Teherán, Irán                       | Arcilla    | John Newcombe        | 6–7 6–1 7–5 6–3     |
| 3.  | 1974  | Columbus Open, Estados Unidos       | Dura       | Roscoe Tanner        | 3–6 7–6 6–4         |
| 4.  | 1975  | St. Petersburg WCT, Estados Unidos  | Dura       | Roscoe Tanner        | 6–0 1–6 6–2         |
| 5.  | 1975  | Charlotte, Estados Unidos           | Arcilla    | Roscoe Tanner        | 3–6 6–4 6–3         |
| 6.  | 1975  | Roma, Italia                        | Arcilla    | Manuel Orantes       | 7–6 7–5 7–5         |
| 7.  | 1975  | Tokio, Japón                        | Arcilla    | Manuel Orantes       | 6–4 7–5 6–3         |
| 8.  | 1976  | Ciudad de México WCT, México        | Arcilla    | Eddie Dibbs          | 7–6 6–2             |
| 9.  | 1976  | Caracas WCT, Venezuela              | Arcilla    | Ilie Năstase         | 6–3 6–4             |
| 10. | 1976  | Gstaad, Suiza                       | Arcilla    | Adriano Panatta      | 7–5 6–7 6–1 6–3     |
| 11. | 1976  | Londres, Inglaterra                 | Moqueta    | Manuel Orantes       | 6–3 6–4             |
| 12. | 1977  | Torneo de Queen's Club , Inglaterra | Hierba     | Mark Cox             | 9–7 7–5             |
| 13. | 1977  | Los Ángeles, Estados Unidos         | Dura       | Brian Gottfried      | 7–5 3–6 6–4         |
| 14. | 1978  | Ciudad de México WCT, México        | Dura       | Pat Du Pré           | 6–4 6–1             |
| 15. | 1978  | Montecarlo WCT, Mónaco              | Arcilla    | Tomáš Šmíd           | 6–3 6–3 6–4         |
| 16. | 1979  | Florencia, Italia                   | Arcilla    | Karl Meiler          | 6–4 1–6 3–6 7–5 6–0 |
| 17. | 1980  | San Juan, Puerto Rico               | Dura       | Phil Dent            | 6–3 6–2             |
| 18. | 1982  | Abierto Cacharel Caracas, Venezuela | Dura       | Zoltan Kuharszky     | 4–6 7–6 6–3         |
| 19. | 1983  | Abierto Cacharel Caracas, Venezuela | Dura       | Morris Skip Strode   | 6–4 6–2             |

### Títulos de Dobles (60)
| Resultado  | N.º | Fecha | Torneo                              | Superficie | Compañero       | Oponentes en la final                 | Marcador en la final    |
| ---------- | --- | ----- | ----------------------------------- | ---------- | --------------- | ------------------------------------- | ----------------------- |
| Campeón    | 1.  | 1973  | Salt Lake City, Estados Unidos      | Dura (i)   | Mike Estep      | Jiří Hřebec Jan Kukal                 | 6–4, 7–6                |
| Campeón    | 2.  | 1973  | Kitzbühel, Austria                  | Arcilla    | Jim McManus     | José Mandarino Tito Vásquez           | 6–2, 6–2, 6–3           |
| Subcampeón | 1.  | 1973  | Cincinnati, Estados Unidos          | Dura       | Brian Gottfried | John Alexander Phil Dent              | 6–1, 6–7, 6–7           |
| Campeón    | 3.  | 1973  | New Delhi, India                    | Outdoor    | Jim McManus     | Anand Amritraj Vijay Amritraj         | 6–2, 6–4                |
| Campeón    | 4.  | 1974  | Toronto WCT, Canadá                 | Carpet     | Tony Roche      | Tom Okker Marty Riessen               | 6–3, 2–6, 6–4           |
| Campeón    | 5.  | 1974  | Charlotte, Estados Unidos           | Arcilla    | Buster Mottram  | Owen Davidson John Newcombe           | 6–3, 1–6, 6–3           |
| Subcampeón | 2.  | 1974  | Hamburg, Alemania                   | Arcilla    | Brian Gottfried | Jürgen Fassbender Hans-Jürgen Pohmann | 3–6, 4–6, 4–6           |
| Campeón    | 6.  | 1974  | Rome, Italia                        | Arcilla    | Brian Gottfried | Juan Gisbert, Sr. Ilie Năstase        | 6–3, 6–2, 6–3           |
| Subcampeón | 3.  | 1974  | Chicago, Estados Unidos             | Carpet     | Brian Gottfried | Tom Gorman Marty Riessen              | 6–4, 3–6, 5–7           |
| Campeón    | 7.  | 1974  | South Orange, Estados Unidos        | Dura       | Brian Gottfried | Anand Amritraj Vijay Amritraj         | 7–6, 6–7, 7–6           |
| Subcampeón | 4.  | 1974  | Los Ángeles, Estados Unidos         | Dura       | Brian Gottfried | Ross Case Geoff Masters               | 3–6, 2–6                |
| Subcampeón | 5.  | 1974  | Madrid, España                      | Arcilla    | Brian Gottfried | Patrice Dominguez Antonio Muñoz       | 1–6, 3–6                |
| Subcampeón | 6.  | 1974  | Teherán, Irán                       | Arcilla    | Brian Gottfried | Manuel Orantes Guillermo Vilas        | 6–7, 6–2, 2–6           |
| Subcampeón | 7.  | 1974  | Paris Indoor, Francia               | Dura (i)   | Brian Gottfried | Patrice Dominguez François Jauffret   | 5–7, 4–6                |
| Subcampeón | 8.  | 1974  | Londres, Inglaterra                 | Carpet     | Brian Gottfried | Jimmy Connors Ilie Năstase            | 6–3, 6–7, 3–6           |
| Campeón    | 8.  | 1975  | Filadelfia WCT, Estados Unidos      | Carpet     | Brian Gottfried | Dick Stockton Erik Van Dillen         | 3–6, 6–3, 7–6           |
| Campeón    | 9.  | 1975  | St. Petersburg WCT, Estados Unidos  | Dura       | Brian Gottfried | Charlie Pasarell Roscoe Tanner        | 6–4, 6–4                |
| Campeón    | 10. | 1975  | La Costa WCT, Estados Unidos        | Dura       | Brian Gottfried | Charlie Pasarell Roscoe Tanner        | 7–5, 6–4                |
| Subcampeón | 9.  | 1975  | São Paulo WCT, Brasil               | Carpet     | Brian Gottfried | Ross Case Geoff Masters               | 7–6, 6–7, 6–7           |
| Subcampeón | 10. | 1975  | Caracas WCT, Venezuela              | Dura       | Brian Gottfried | Ross Case Geoff Masters               | 5–7, 6–4, 2–6           |
| Campeón    | 11. | 1975  | Orlando WCT, Estados Unidos         | Dura       | Brian Gottfried | Colin Dibley Ray Ruffels              | 6–4, 6–4                |
| Campeón    | 12. | 1975  | Tucson, Estados Unidos              | Dura       | William Brown   | Raymond Moore Dennis Ralston          | 2–6, 7–6, 6–4           |
| Campeón    | 13. | 1975  | World Doubles WCT, México           | Carpet     | Brian Gottfried | Mark Cox Cliff Drysdale               | 7–6, 6–7, 6–2, 7–6      |
| Campeón    | 14. | 1975  | Dallas WCT, Estados Unidos          | Carpet     | Brian Gottfried | Bob Hewitt Frew McMillan              | 7–5, 6–3, 4–6, 2–6, 7–5 |
| Campeón    | 15. | 1975  | Rome, Italia                        | Arcilla    | Brian Gottfried | Jimmy Connors Ilie Năstase            | 6–4, 7–6, 2–6, 6–1      |
| Campeón    | 16. | 1975  | French Open, París, Francia         | Arcilla    | Brian Gottfried | John Alexander Phil Dent              | 6–4, 2–6, 6–2, 6–4      |
| Subcampeón | 11. | 1975  | Washington D. C., Estados Unidos    | Outdoor    | Brian Gottfried | Robert Lutz Stan Smith                | 5–7, 6–2, 1–6           |
| Campeón    | 17. | 1975  | Boston, Estados Unidos              | Arcilla    | Brian Gottfried | John Andrews Mike Estep               | 4–6, 6–3, 7–6           |
| Subcampeón | 12. | 1975  | Melbourne Indoor, Australia         | Pasto      | Brian Gottfried | Ross Case Geoff Masters               | 4–6, 0–6                |
| Campeón    | 18. | 1975  | Sydney Indoor, Australia            | Dura (i)   | Brian Gottfried | Ross Case Geoff Masters               | 6–4, 6–2                |
| Campeón    | 19. | 1975  | Perth, Australia                    | Dura       | Brian Gottfried | Ross Case Geoff Masters               | 2–6, 6–4, 6–4, 6–0      |
| Campeón    | 20. | 1975  | Tokio, Japón                        | Arcilla    | Brian Gottfried | Juan Gisbert, Sr. Manuel Orantes      | 7–6, 6–4                |
| Campeón    | 21. | 1976  | Monterrey WCT, México               | Carpet     | Brian Gottfried | Ross Case Geoff Masters               | 6–2, 4–6, 6–3           |
| Campeón    | 22. | 1976  | Richmond WCT, Estados Unidos        | Carpet     | Brian Gottfried | Arthur Ashe Tom Okker                 | 6–4, 7–5                |
| Campeón    | 23. | 1976  | St. Louis WCT, Estados Unidos       | Carpet     | Brian Gottfried | John Alexander Phil Dent              | 6–4, 6–2                |
| Campeón    | 24. | 1976  | México City WCT, México             | Arcilla    | Brian Gottfried | Ismail El Shafei Brian Fairlie        | 6–4, 7–6                |
| Campeón    | 25. | 1976  | Jackson, Estados Unidos             | Carpet     | Brian Gottfried | Ross Case Geoff Masters               | 7–5, 4–6, 6–0           |
| Campeón    | 26. | 1976  | Caracas WCT, Venezuela              | Arcilla    | Brian Gottfried | Jeff Borowiak Ilie Năstase            | 7–5, 6–4                |
| Campeón    | 27. | 1976  | Rome, Italia                        | Arcilla    | Brian Gottfried | Geoff Masters John Newcombe           | 7–6, 5–7, 6–3, 3–6, 6–3 |
| Subcampeón | 13. | 1976  | French Open, París, Francia         | Arcilla    | Brian Gottfried | Fred McNair Sherwood Stewart          | 6–7, 3–6, 1–6           |
| Campeón    | 28. | 1976  | Wimbledon, Inglaterra               | Pasto      | Brian Gottfried | Ross Case Geoff Masters               | 3–6, 6–3, 8–6, 2–6, 7–5 |
| Campeón    | 29. | 1976  | Washington D. C., Estados Unidos    | Arcilla    | Brian Gottfried | Arthur Ashe Jimmy Connors             | 6–3, 6–3                |
| Campeón    | 30. | 1976  | North Conway, Estados Unidos        | Arcilla    | Brian Gottfried | Ricardo Cano Víctor Pecci             | 6–3, 6–0                |
| Campeón    | 31. | 1976  | Indianápolis, Estados Unidos        | Arcilla    | Brian Gottfried | Fred McNair Sherwood Stewart          | 6–2, 6–2                |
| Campeón    | 32. | 1976  | Montreal, Canadá                    | Dura       | Bob Hewitt      | Juan Gisbert, Sr. Manuel Orantes      | 6–2, 6–1                |
| Campeón    | 33. | 1976  | Woodlands Doubles, Estados Unidos   | Dura       | Brian Gottfried | Phil Dent Allan Stone                 | 6–1, 6–4, 5–7, 7–6      |
| Campeón    | 34. | 1976  | Teherán, Irán                       | Arcilla    | Wojtek Fibak    | Juan Gisbert, Sr. Manuel Orantes      | 7–5, 6–1                |
| Campeón    | 35. | 1976  | Madrid, España                      | Arcilla    | Wojtek Fibak    | Bob Hewitt Frew McMillan              | 4–6, 7–5, 6–3           |
| Campeón    | 36. | 1976  | Barcelona, España                   | Arcilla    | Brian Gottfried | Bob Hewitt Frew McMillan              | 7–6, 6–4                |
| Subcampeón | 14. | 1976  | Viena, Austria                      | Dura (i)   | Brian Gottfried | Bob Hewitt Frew McMillan              | 4–6, 0–4, ret.          |
| Campeón    | 37. | 1977  | Miami, Estados Unidos               | Arcilla    | Brian Gottfried | Paul Kronk Cliff Letcher              | 7–5, 6–4                |
| Subcampeón | 15. | 1977  | Washington Indoor, Estados Unidos   | Carpet     | Brian Gottfried | Robert Lutz Stan Smith                | 3–6, 5–7                |
| Subcampeón | 16. | 1977  | Las Vegas, Estados Unidos           | Dura       | Bob Hewitt      | Robert Lutz Stan Smith                | 3–6, 6–3, 4–6           |
| Campeón    | 38. | 1977  | Rome, Italia                        | Arcilla    | Brian Gottfried | Fred McNair Sherwood Stewart          | 6–7, 7–6, 7–5           |
| Campeón    | 39. | 1977  | French Open, París, Francia         | Arcilla    | Brian Gottfried | Wojtek Fibak Jan Kodeš                | 7–6, 4–6, 6–3, 6–4      |
| Campeón    | 40. | 1977  | North Conway, Estados Unidos        | Arcilla    | Brian Gottfried | Fred McNair Sherwood Stewart          | 7–5, 6–3                |
| Campeón    | 41. | 1977  | Montreal, Canadá                    | Dura       | Bob Hewitt      | Fred McNair Sherwood Stewart          | 6–4, 3–6, 6–2           |
| Subcampeón | 17. | 1977  | U.S. Open, New York, Estados Unidos | Arcilla    | Brian Gottfried | Bob Hewitt Frew McMillan              | 4–6, 0–6                |
| Subcampeón | 18. | 1977  | Maui, Estados Unidos                | Dura       | Brian Gottfried | Robert Lutz Stan Smith                | 6–7, 4–6                |
| Campeón    | 42. | 1977  | Paris Indoor, Francia               | Dura (i)   | Brian Gottfried | Jeff Borowiak Roger Taylor            | 6–2, 6–0                |
| Subcampeón | 19. | 1977  | Estocolmo, Suecia                   | Dura (i)   | Brian Gottfried | Wojtek Fibak Tom Okker                | 3–6, 3–6                |
| Subcampeón | 20. | 1977  | Wembley, Inglaterra                 | Dura       | Brian Gottfried | Sandy Mayer Frew McMillan             | 3–6, 6–7                |
| Subcampeón | 21. | 1977  | Oviedo, España                      | Dura       | Jan Kodeš       | Fred McNair Sherwood Stewart          | 3–6, 1–6                |
| Subcampeón | 22. | 1978  | México City WCT, México             | Dura       | Marcello Lara   | Gene Mayer Sashi Menon                | 3–6, 6–7                |
| Campeón    | 43. | 1978  | Memphis, Estados Unidos             | Carpet     | Brian Gottfried | Phil Dent John Newcombe               | 3–6, 7–6, 6–2           |
| Subcampeón | 23. | 1978  | Milán WCT, Italia                   | Carpet     | Wojtek Fibak    | José Higueras Víctor Pecci            | 7–5, 6–7, 6–7           |
| Campeón    | 44. | 1978  | Rotterdam WCT, Países Bajos         | Carpet     | Fred McNair     | Robert Lutz Stan Smith                | 6–2, 6–3                |
| Campeón    | 45. | 1978  | Cincinnati, Estados Unidos          | Arcilla    | Gene Mayer      | Ismail El Shafei Brian Fairlie        | 6–3, 6–3                |
| Subcampeón | 24. | 1978  | Las Vegas, Estados Unidos           | Dura       | Bob Hewitt      | Jaime Fillol Álvaro Fillol            | 3–6, 6–7                |
| Subcampeón | 25. | 1978  | Londres/Queen's Club, Inglaterra    | Pasto      | Fred McNair     | Bob Hewitt Frew McMillan              | 2–6, 5–7                |
| Subcampeón | 26. | 1978  | Washington D. C., Estados Unidos    | Arcilla    | Fred McNair     | Bob Hewitt Arthur Ashe                | 3–6, 4–6                |
| Subcampeón | 27. | 1978  | Los Ángeles, Estados Unidos         | Carpet     | Fred McNair     | John Alexander Phil Dent              | 3–6, 6–7                |
| Subcampeón | 28. | 1978  | Ciudad de México, México            | Arcilla    | Fred McNair     | Anand Amritraj Vijay Amritraj         | 4–6, 5–7                |
| Campeón    | 46. | 1979  | Monte Carlo, Mónaco                 | Arcilla    | Ilie Năstase    | Víctor Pecci Balázs Taróczy           | 6–3, 6–4                |
| Subcampeón | 29. | 1979  | Las Vegas, Estados Unidos           | Dura       | Adriano Panatta | Marty Riessen Sherwood Stewart        | 6–4, 4–6, 6–7           |
| Subcampeón | 30. | 1979  | Wimbledon, Inglaterra               | Pasto      | Brian Gottfried | Peter Fleming John McEnroe            | 6–4, 4–6, 2–6, 2–6      |
| Subcampeón | 31. | 1979  | Washington D. C., Estados Unidos    | Arcilla    | Brian Gottfried | Marty Riessen Sherwood Stewart        | 6–2, 3–6, 4–6           |
| Subcampeón | 32. | 1979  | Louisville, Estados Unidos          | Dura       | Vijay Amritraj  | Marty Riessen Sherwood Stewart        | 2–6, 6–1, 1–6           |
| Subcampeón | 33. | 1979  | Basel, Suiza                        | Dura (i)   | Brian Gottfried | Bob Hewitt Frew McMillan              | 3–6, 4–6                |
| Subcampeón | 34. | 1979  | Viena, Austria                      | Dura (i)   | Brian Gottfried | Bob Hewitt Frew McMillan              | 4–6, 6–3, 1–6           |
| Campeón    | 47. | 1980  | Masters Doubles WCT, Londres        | Carpet     | Brian Gottfried | Wojtek Fibak Tom Okker                | 3–6, 6–4, 6–4, 3–6, 6–3 |
| Subcampeón | 35. | 1980  | Filadelfia, Estados Unidos          | Carpet     | Brian Gottfried | Peter Fleming John McEnroe            | 3–6, 6–7                |
| Campeón    | 48. | 1980  | Florencia, Italia                   | Arcilla    | Gene Mayer      | Paolo Bertolucci Adriano Panatta      | 6–1, 6–4                |
| Subcampeón | 36. | 1980  | French Open, París                  | Arcilla    | Brian Gottfried | Victor Amaya Hank Pfister             | 6–1, 4–6, 4–6, 3–6      |
| Campeón    | 49. | 1980  | Sawgrass Doubles, Estados Unidos    | Dura       | Brian Gottfried | Robert Lutz Stan Smith                | 7–6, 6–4, 2–6, 7–6      |
| Subcampeón | 37. | 1981  | Filadelfia, Estados Unidos          | Carpet     | Brian Gottfried | Marty Riessen Sherwood Stewart        | 2–6, 2–6                |
| Subcampeón | 38. | 1981  | Richmond WCT, Estados Unidos        | Carpet     | Brian Gottfried | Tim Gullikson Bernard Mitton          | 6–3, 2–6, 3–6           |
| Campeón    | 50. | 1981  | Milán, Italia                       | Carpet     | Brian Gottfried | John McEnroe Peter Rennert            | 7–6, 6–3                |
| Campeón    | 51. | 1981  | Florencia, Italia                   | Arcilla    | Pavel Složil    | Paolo Bertolucci Adriano Panatta      | 6–3, 3–6, 6–3           |
| Campeón    | 52. | 1981  | Boston, Estados Unidos              | Arcilla    | Pavel Složil    | Hans Gildemeister Andrés Gómez        | 6–4, 7–6                |
| Campeón    | 53. | 1981  | Washington D. C., Estados Unidos    | Arcilla    | Van Winitsky    | Pavel Složil Ferdi Taygan             | 5–7, 7–6, 7–6           |
| Subcampeón | 39. | 1981  | Indianápolis, Estados Unidos        | Arcilla    | Van Winitsky    | Kevin Curren Steve Denton             | 3–6, 7–5, 5–7           |
| Campeón    | 54. | 1981  | Montreal, Canadá                    | Dura       | Ferdi Taygan    | Peter Fleming John McEnroe            | 2–6, 7–6, 6–4           |
| Campeón    | 55. | 1982  | Viña del Mar, Chile                 | Arcilla    | Manuel Orantes  | Guillermo Aubone Ángel Giménez        | DEF                     |
| Campeón    | 56. | 1982  | La Quinta, Estados Unidos           | Dura       | Brian Gottfried | John Lloyd Dick Stockton              | 6–4, 3–6, 6–2           |
| Campeón    | 57. | 1982  | Washington D. C., Estados Unidos    | Arcilla    | Van Winitsky    | Hans Gildemeister Andrés Gómez        | 7–5, 7–6                |
| Campeón    | 58. | 1982  | South Orange, Estados Unidos        | Arcilla    | Van Winitsky    | Jai Dilouie Blaine Willenborg         | 3–6, 6–4, 6–1           |
| Subcampeón | 40. | 1982  | La Costa WCT, Estados Unidos        | Dura       | Robert Lutz     | Fritz Buehning Johan Kriek            | 6–3, 6–7, 3–6           |
| Campeón    | 59. | 1982  | Sawgrass Doubles, Estados Unidos    | Arcilla    | Brian Gottfried | Mark Edmondson Kim Warwick            | W/O                     |
| Subcampeón | 41. | 1983  | Masters Doubles WCT, Londres        | Carpet     | Brian Gottfried | Heinz GüntDurat Balázs Taróczy        | 3–6, 5–7, 6–7           |
| Campeón    | 60. | 1983  | La Quinta, Estados Unidos           | Dura       | Brian Gottfried | Tian Viljoen Danie Visser             | 6–3, 6–3                |